# Université des femmes Sungshin (métro de Séoul)
Université des femmes Sungshin (hangeul : 성신여대입구 ; hanja : 誠信女大入口, sous-nommée Donam, et officiellement nommée en anglais : Sungshin Women's University) est une station de correspondance, entre la ligne 4 et la ligne Ui LRT du métro de Séoul. Elle est située au 157 Dongsomun-ro, quartier Dongsomun-dong 5-ga, dans l'arrondissement de Seongbuk-gu, à Séoul en Corée du Sud.
Ouverte en 1985, elle devient une station de correspondance en 2017. La station de la ligne 4 est desservie par les rames omnibus et express qui circulent sur cette ligne et la station de la ligne Ui LRT est desservie par les rames automatiques qui circulent sur cette ligne.

## Situation sur le réseau

Plan du réseau (2023)

La station Université des femmes Sungshin est une station de correspondance entre la ligne 4 et la Ligne Ui LRT du métro de Séoul : 
sur la ligne 4, établie en souterrain, elle est située entre la station Gireum, en direction du terminus nord Jinjeop, et la station Université de Hansung, en direction du terminus sud-ouest Oido ; 
sur la Ligne Ui LRT, établie en souterrain, elle est située entre la station Jeongneung, en direction du terminus nord Bukhansan Ui, et la  station Bomun en direction du terminus sud Sinseol-dong,.

## Histoire
La station Université des femmes Sungshin est mise en service le 20 avril 1985, lors de l'ouverture à l'exploitation, des 11,8 km, de Sanggye à Université de Hansung.
Elle devient une station de correspondance le 2 septembre 2017, lors de l'ouverture à l'exploitation de la totalité de la ligne Ui LRT,.

## Services aux voyageurs

### Accès et accueil
La station est établie au 157 Dongsomun-ro, 65-1 Dongsomun-dong 5-ga. Les deux lignes se croisent à angle droit en souterrain, la ligne ligne Ui LRT est la plus profonde, il y a de ce fait quatre niveaux en sous-sol. les sept accès-sorties, numérotés de 1 à 7, sont disposés entre la mezzanine de la ligne 4 et les abords du croisement entre la Dongsomun-ro et l'Arirang-ro. Le lien avec l'extérieur est principalement réalisé par des escaliers sauf l'accès n°1 qui dispose d'escaliers mécaniques. Ce dispositif est complété par deux ascenseurs dont l'un venant directement du niveau le plus bas. Les relations de correspondances entre les deux lignes disposent de plusieurs escaliers mécaniques et plusieurs ascenseurs. La station est équipée d'automates pour l'achat de titre de transport, identiques à ceux utilisés sur l'ensemble du métro de Séoul, de tourniquet pour le contrôle et des toilettes.

### Station ligne 4
Université des femmes Sungshin, est une station de correspondance qui dispose de deux quais latéraux équipés de portes palières et est desservie par les rames automatiques qui circulent sur la ligne.

Installations ligne 4
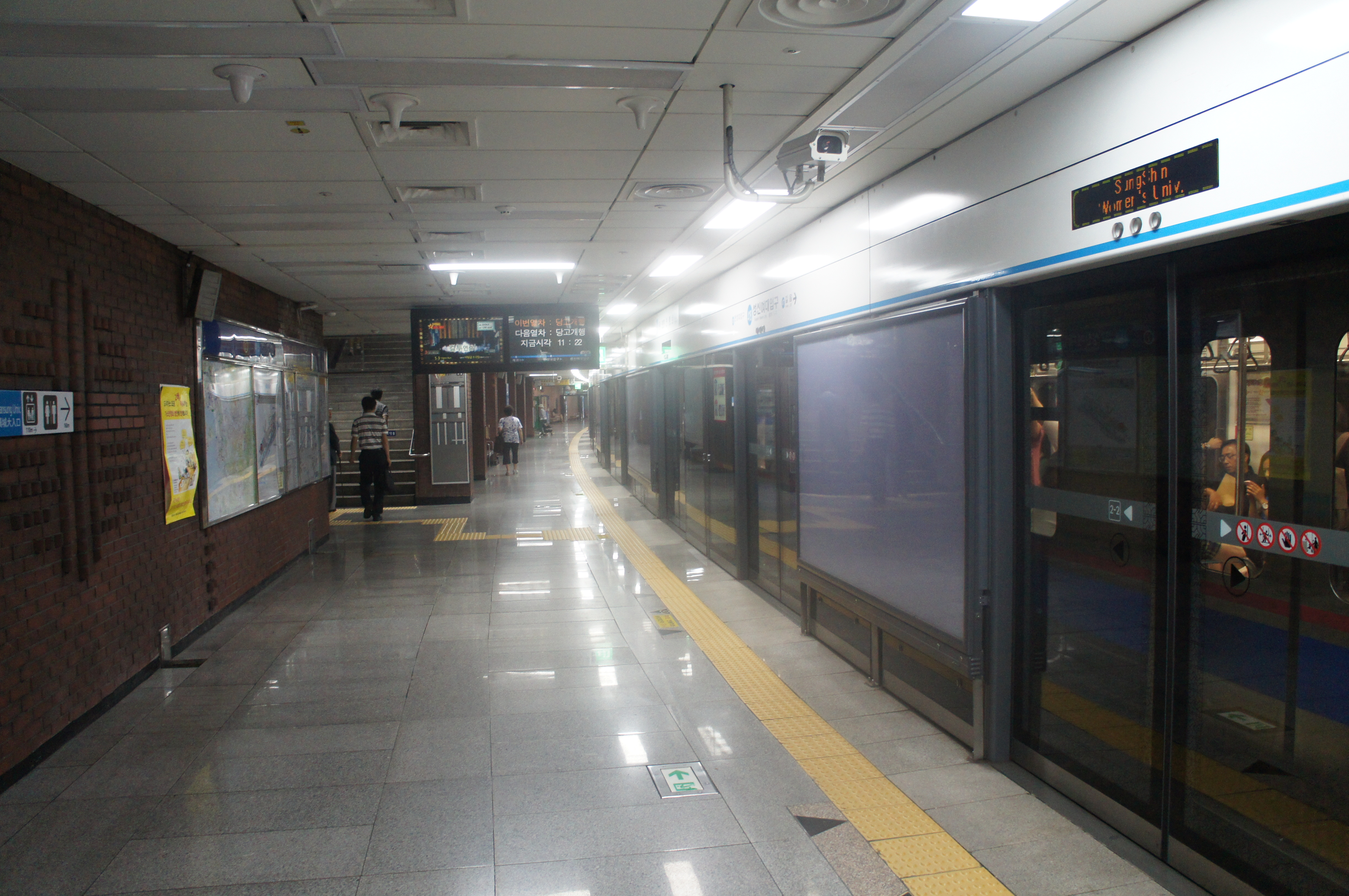
En 2013.
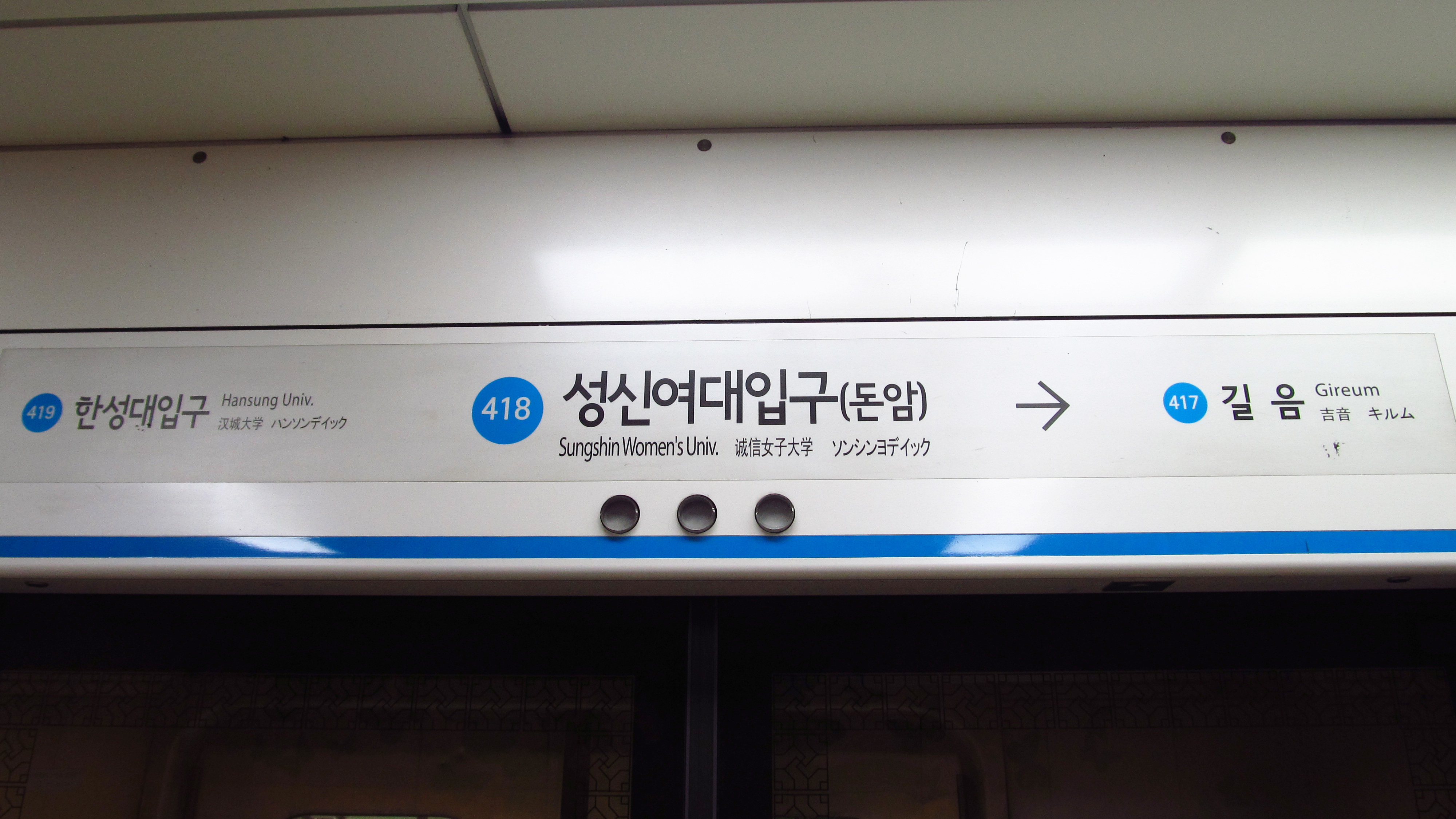
En 2018.
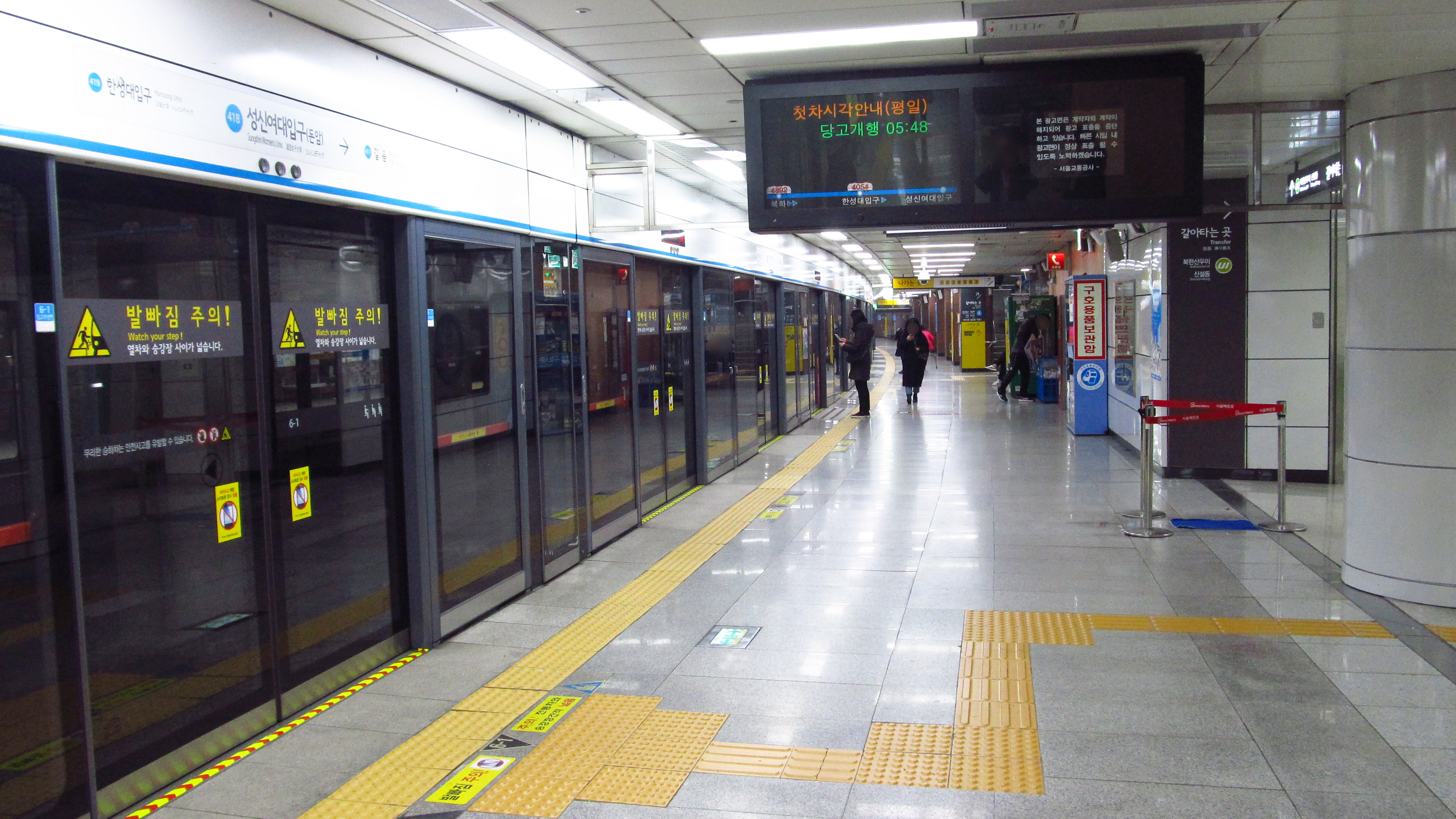
En 2018.

### Station ligne UI LRT
Université des femmes Sungshin, est une station de correspondance qui dispose de deux quais latéraux équipés de portes palières et est desservie par les rames automatiques qui circulent sur la ligne.

Installations
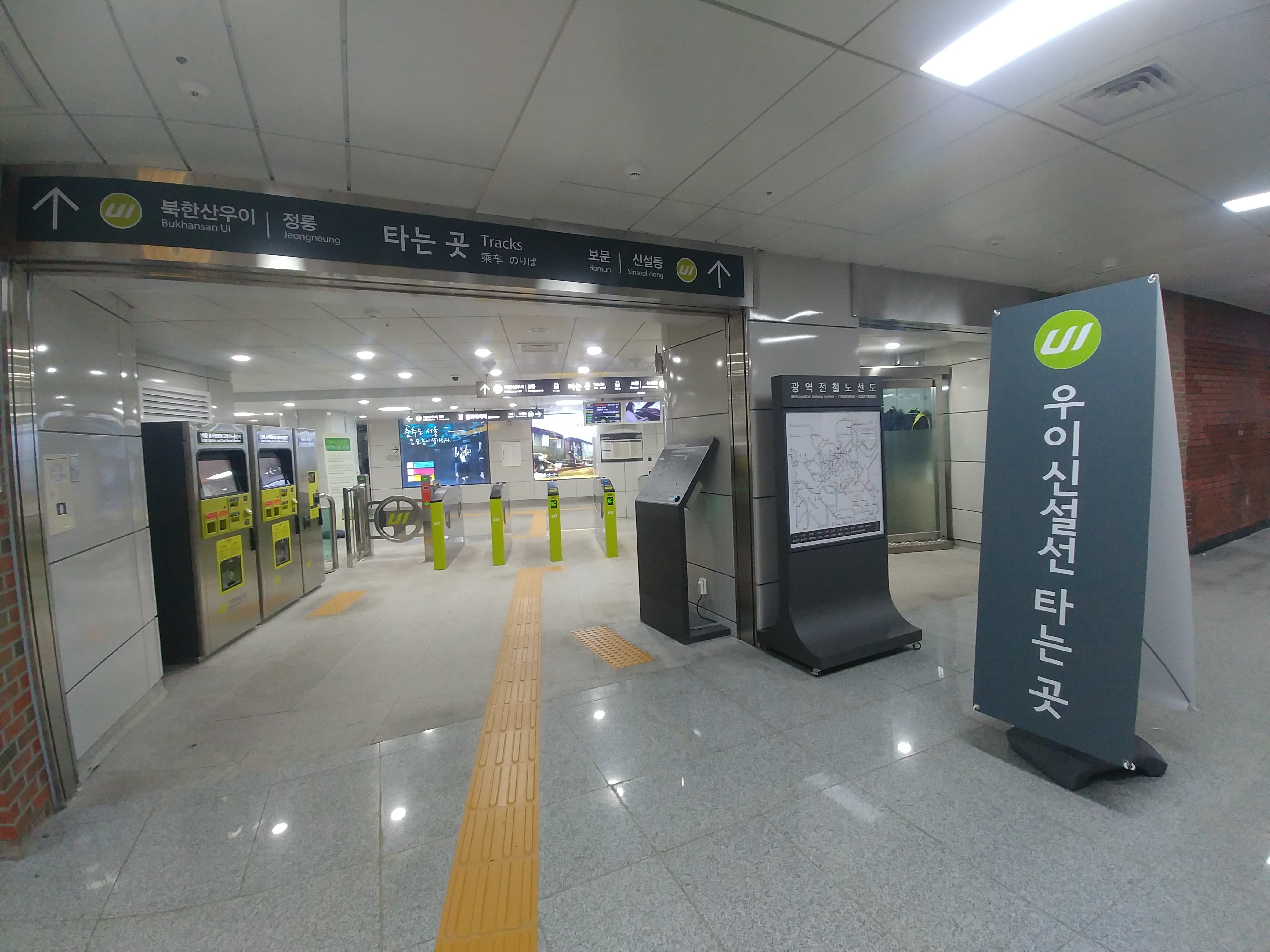
En 2018.
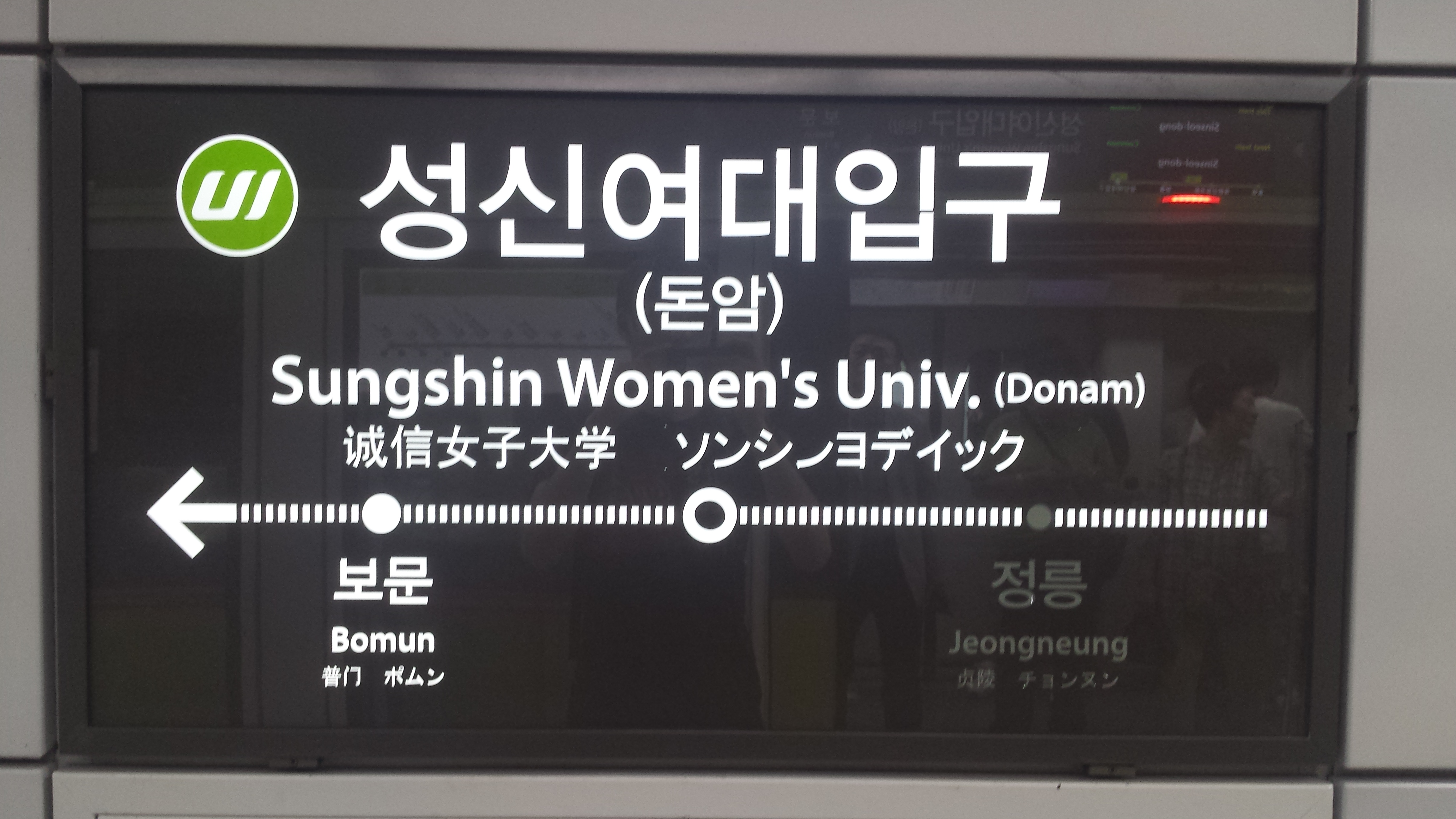
En 2018.

### Intermodalité
Des arrêts de bus sont situés à proximité des accès à la station.

## À proximité
La station dessert notamment l'Université des femmes Sungshin (en), mais aussi de nombreux établissements scolaires et services public,.